# Johann III Bernoulli

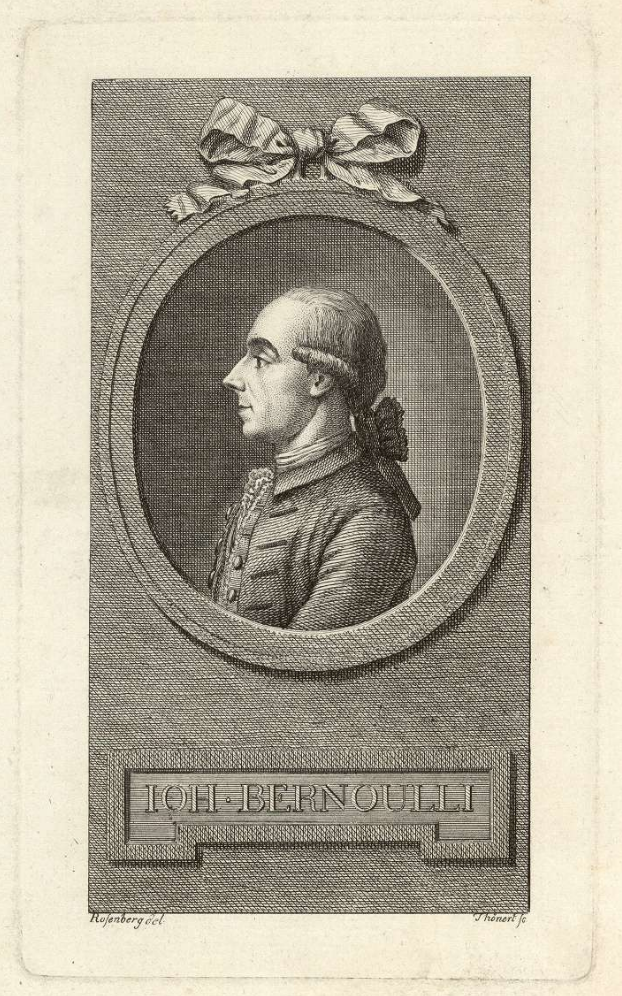
Johann III Bernoulli

Johann III Bernoulli (* 4. November 1744 in Basel; † 13. Juli 1807 in Berlin) war ein Schweizer Astronom und Mathematiker.

## Leben
Johann III war der älteste Sohn von Johann II Bernoulli und ein Enkel von Johann I Bernoulli aus der Familie Bernoulli. Schon früh bereiste er fast alle Länder in Europa. 1764 wurde er als fünftes Familienmitglied in die Berliner Akademie gewählt. Als königlicher Astronom leitete er dann deren Sternwarte. 1778 wurde er auch Mitglied der Naturforschenden Gesellschaft in Danzig. Seit Dezember 1776 war er Ehrenmitglied der Russischen Akademie der Wissenschaften in Sankt Petersburg. Er gab verschiedene mathematische und astronomische Werke heraus; von 1781 bis 1784 sicherte er den Nachlass von Johann Heinrich Lambert. Bernoulli wurde 1807 auf dem alten Friedhof nahe dem Alten Markt in Köpenick bei Berlin beigesetzt. Da der Begräbnisplatz bereits 1811 geschlossen wurde, fand Bernoullis Witwe Caroline Sophie geb. von Tempelhoff (Leipzig 1763–1829 Berlin) auf dem 1811 eröffneten Friedhof der Laurentiusgemeinde ihre letzte Ruhestätte. Der Sarg mit Bernoullis sterblichen Überresten dürfte zur Grabstätte der Ehefrau überführt worden sein. Die Kinder Bernoullis stifteten ihren Eltern ein gemeinsames Grabmal in Form eines gusseisernen Kreuzes nach einem Typenentwurf Karl Friedrich Schinkels. Wenn heute auch an anderer Stelle errichtet, hat sich das 1981 restaurierte Grabmal erhalten.

## Werke
- Recueil pour les astronomes. 3 Bände und 1 Supplementband, Berlin 1771–1779.
- Reisen durch Brandenburg, Pommern, Preussen, Curland, Russland und Pohlen in den Jahren 1777 und 1778. 6 Bände, Leipzig 1779. (Band II-III, Internet Archive; Band VI, Internet Archive; Alle Bände, Prussia Online)
- Zusätze zu den neusten Reisebeschreibungen von Italien nach Herrn D. J. J. Volkmanns historisch kritischen Nachrichten angenommenen Ordnung zusammengetragen und als Anmerkungen zu diesem Werke sammt neuen Nachrichten von Sardinien, Malta, Sicilien und Großgriechenland. Herausgegeben von Joh. Bernoulli der Akademie der Wissenschaften zu Berlin, Petersburg, Bologna, Stockholm, Lyon, Marseille und anderen gelehrten Gesellschaften, Mitglied, Leipzig 1778. (Band I, Internet Archive; Band II, Internet Archive; Band III, Internet Archive)
- Sammlung kurzer Reisebeschreibungen. 18 Bände, Berlin 1781–1786 (Digitalisat).
- Archiv zur neueren Geschichte, Geographie, Natur- und Menschenkenntnis. 8 Bände, Leipzig 1783–1788. (1. Theil), (3. Theil), (Digitalisat 4. Theil), (6. Theil)

### Weitere literarische Leistungen
(Quelle: )
- Übersetzungen von Leonhard Eulers Algebra
- Herausgabe der Schriften aus J. H. Lamberts Nachlass in sieben Bänden:
  - Deutscher gelehrter Briefwechsel. Hrsg. von Johann III Bernoulli. 5 Bände, Berlin 1782–1785. (umfasst u. a. Band III einen 12-jährigen Briefwechsel zwischen J. H. Lamberts und G. F. Brander, aber auch mit Immanuel Kant und Leonhard Euler)[5]
    - Leonhard Euler stand im engen Kontakt mit der Bernoulli-Familie, insbesondere mit Johann I Bernoulli, Nikolaus I Bernoulli und Daniel Bernoulli. Johann III Bernoulli verkaufte schließlich 1796 17 Originalbriefe und einige Abschriften von Briefen von Leonhard Euler an Johann I Bernoulli an die die Schwedische Akademie. Diese Briefe wurden jedoch zum Teil durch Johann II Bernoulli zensiert, um das Familienansehen zu schützen.[6]

  - Logische und Philosophische Abhandlungen. Hrsg. von Joh. III Bernoulli. 2 Bände, Dessau 1782 und 1784.